# 古事記

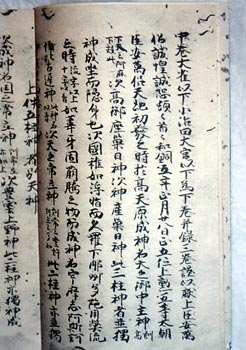
真福寺 (羽島市)所藏古事記書影。

《古事記》為日本和銅四年（711年）9月18日，日本元明天皇命太安萬侶（おお の やすまろ、太安 万侶）編撰日本古代史。和銅五年（712年）1月28日，將完成的內容《古事記》獻給元明天皇，其內容大略可分成：「本辭」、「帝紀」兩個項目，以及「上卷」、「中卷」、「下卷」三個部份。全書採用漢文与万叶假名混杂寫成。

## 成書經過
本书由太安万侶在712年呈献给元明天皇，记载了憑稗田阿禮口誦之《帝紀》和《舊辭》，以及一些歷代口述相傳的故事。

## 成書目的
如同《古事記》的序中所提到，其編纂原因是為了去伪存真，就如同《日本書紀》一般，最終的是希望可以強化中央集权的正當性而成書。《古事記》建立了一個親大和的歷史敘事，確保了日本歷史的合法性和自上古便延续下来的王朝的优越性。这段历史叙事描述了神明时代与人皇时代以及从天神到天皇的转换。
書中也反映了上古日本的宇宙觀，認為宇宙根本是天之御中主神，生成宇宙的是高御產巢日神與神產巢日神；日本諸島及島上的山川草木眾神并高天原的最高统治者太陽女神天照大神皆由男神伊耶那岐神（與女神伊耶那美神）生產，因此日本人自古以太陽民族自居，以本国与日称兄，並視日本為神國。

## 概說
《古事記》大略可分成兩個項目、三個部份：
- 本辭（序言；神話、傳說）
  - 上卷：收錄序言、神話、傳說
- 帝紀（1-33代的日本天皇）
  - 中卷：收錄第1代天皇（神武天皇）到第15代天皇（應神天皇）的家譜、事跡。
  - 下卷：收錄第16代天皇（仁德天皇）到第33代天皇（推古天皇）的家譜、事跡。

## 內容

### 上卷
- 序言
  - 第1段：稽古照今。
  - 第2段：《古事記》撰寫記錄的開端。
  - 第3段：《古事記》的成立。
- 神話

#### 上卷出現的神祇
- 別天神（わけあめのかみ） - 高天原（たかあまのはら/たかまのはら）的五位神祇
  - 天之御中主神（あまのみなかぬし の かみ）
  - 高御産巢日神（たかみむすひ の かみ）
  - 神産巢日神（かみむすひ の かみ）
  - 宇摩志阿斯訶備比古遲神（うましあしかひひこぢ の かみ）
  - 天之常立神（あまのとこたち の かみ）
- 神世七代（かみのよななつきのみよ） 
  - 國之常立神（くにのとこたち の かみ）
  - 豐雲野神（とよくむの の かみ）
  - 宇比地邇神、須比智邇神（うひぢに の かみ、すひぢに の かみ）
  - 角杙神、活杙神（つのくひ の かみ、いくくひ の かみ）
  - 意富斗能地神、大斗乃辨神（おほとのち の かみ、おほとのべ の かみ）
  - 淤母陀流神、阿夜訶志古泥神（おもたる の かみ、あやかしこね の かみ）
  - 伊耶那岐神、伊耶那美神（いさなき の かみ、いさなみ の かみ）
- 三貴子（みはしらのたふときみこ） - 伊耶那岐神之子女
  - 天照大御神（あまてらすおほみかみ）
  - 月讀命（つきよみ の みこと）
  - 須佐之男命（すさのを の みこと）
- 其他神祇
  - 天之忍穗耳命（あまのおしほみみ の みこと） - 天照大御神之兒
    - 其兒：邇邇藝命（ににき の みこと）
      - 其兒：火遠理命（ほをり の みこと）
        - 其兒：鵜葺草葺不合命（うかやふきあはせず の みこと） - 神武天皇（日本第1代天皇）之父

  - 大國主神（おほくにぬし の かみ） - 須佐之男命之六世孫

### 中卷
第1代天皇（神武天皇）到第15代天皇（應神天皇）的家譜、事跡。

### 下卷
第16代天皇（仁德天皇）到第33代天皇（推古天皇）的家譜、事跡。

## 脚註

### 來源
1. ↑  葉渭渠. . 遠足文化, 2012. 2012  [2019-03-07]. ISBN 9789865967161. （原始内容存档于2019-03-07） （中文（臺灣））.